# 9484 Ванамбі
9484 Ванамбі (9484 Wanambi) — астероїд головного поясу, відкритий 24 вересня 1960 року.
Тіссеранів параметр щодо Юпітера — 3,202.